# Setge de Belgrad (1456)
Aquest article tracta del setge de Nándorfehérvár (o Belgrad) de 1456, però la ciutat també va ser assetjada el 1444, el 1521, el 1690, el 1718 i el 1788.
Després de la caiguda de Constantinoble el 1453, el sultà otomà Mehmet II va preparar una ofensiva per sotmetre el Regne d'Hongria. El seu objectiu immediat va ser la fortificació (en hongarès végvár) fronterera de la ciutat de Belgrad (en hongarès antic Nándorfehérvár). János Hunyadi, un noble guerrer hongarès que provenia del llinatge valac, és a dir romanès, i que ja havia actuat en moltes batalles contra els otomans en les dues dècades anteriors, esperava que es produís aquest atac.
El setge finalment es va convertir en una gran batalla, durant la qual Hunyadi va dirigir un sobtat contraatac que va arrasar el campament turc i va obligar el sultà Mehmet II, ferit en l'atac, a aixecar el setge i retirar-se. Es diu que el setge de Belgrad va decidir el destí de la Cristiandat.
Les campanades de migdia ordenades pel papa Calixt III commemoren la victòria del món cristià fins avui.

## Antecedents
La caiguda de Constantinoble en 1453 va causar una gran commoció a Occident, car es creia que era el principi de la fi del cristianisme i el sultà otomà Mehmet II va preparar una ofensiva per sotmetre el Regne d'Hongria. A finals de 1455, després d'una reconciliació pública amb tots els seus enemics, Hunyadi va iniciar els preparatius. Utilitzant els seus propis recursos, va proveir i armar la fortalesa i, deixant-hi una forta guarnició sota el comandament del seu cunyat Mihály Szilágy i del seu fill primogènit László, va procedir a formar un exèrcit d'alliberament i una flota de dues-centes corbetes. Com que no hi havia cap altre baró disposat a ajudar (temien més el poder creixent de Hunyadi que l'amenaça otomana), va haver de dependre completament dels seus propis recursos.
El seu únic aliat era el frare franciscà Joan de Capistrano, que va predicar una croada amb tanta eficàcia que els pagesos i milicians, mal armats (la majoria només duien dalles) però amb una moral alta, es van reunir sota l'estendard de Hunyadi. El nucli del seu exèrcit estava format per un petit grup de mercenaris de temporada i algun grup de genets nobles. En total, Hunyadi va poder reunir una força de 25.000 a 30.000 homes.

## El setge
Tot i això, abans que les forces es reunissin, l'exèrcit invasor de Mehmet II (segons fonts antigues 160.000 homes que, arran de les últimes recerques, devien ser només 60.000 o 70.000) arribà a Nándorfehérvár. El 4 de juliol de 1456 va començar el setge. Szilágyi només tenia una força de 5.000 a 7.000 homes al castell.

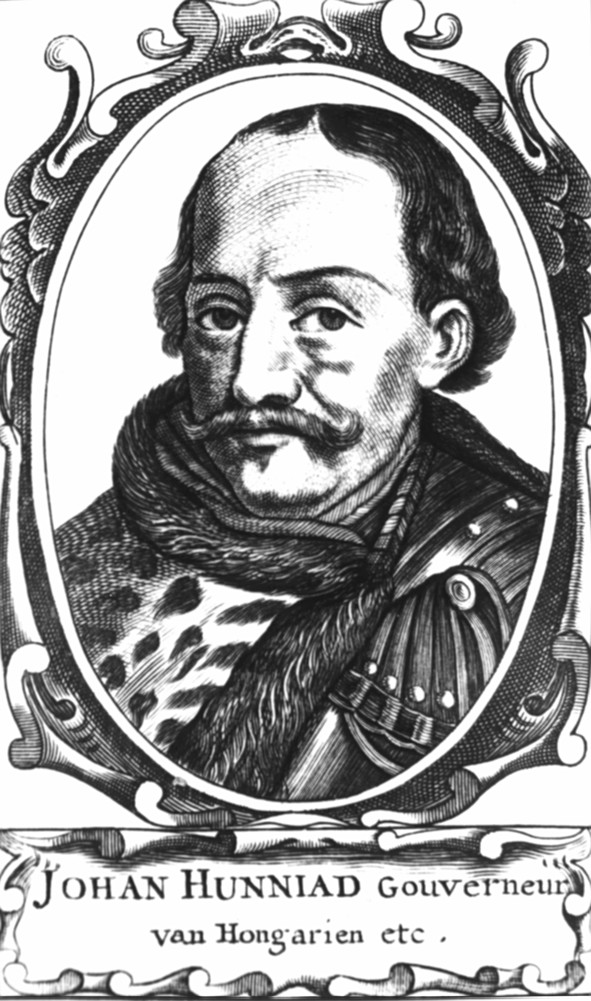
Imatge de Hunyadi

Mehmet instal·là l'exèrcit al peu del turó de la fortalesa i començà a disparar a les muralles el 29 de juny. Va ordenar els seus homes en tres seccions: el cos rumeliota (és a dir, europeu) tenia la majoria dels canons i la seva flota d'aproximadament 200 vaixells fluvials tenia la resta. Els rumeliotes foren col·locats a l'ala dreta, i el cos format per l'exèrcit d'Anatòlia, asiàtic, a l'ala esquerra. Al centre hi havia la guàrdia personal del sultà, els geníssers, i el seu post de comandament.
Les tropes d'Anatòlia i també els geníssers eren tropes d'infanteria pesant. Va col·locar els seus vaixells fluvials principalment al nord-est de la ciutat per patrullar els pantans i assegurar-se que la fortalesa no rebia reforços. També controlaven el Sava, al sud-oest, per evitar que la infanteria fos atacada per un dels flancs per l'exèrcit de Hunyadi. El Danubi, a l'est, era vigilat pels espahís, el cos de cavalleria lleugera del sultà, per evitar ser atacats per la dreta. Aquestes forces impressionants s'enfrontaven als solament 7.000 homes de la fortalesa, encara que s'ha de dir que els civils serbis també ajudaren a resistir els atacs musulmans.
Ladislau el Pòstum havia fugit a Viena, i quan Hunyadi se n'assabentà del setge, es trobava al sud d'Hongria reclutant cavalleries lleugeres addicionals per a l'exèrcit amb què pensava trencar i alçar el setge. Encara que pocs nobles s'havien decidit a proporcionar-li ajuda, els camperols estaven més que disposats a fer-ho. El Vaticà havia enviat el cardenal Joan de Capistrano a Hongria per predicar contra l'heretgia dels cristians ortodoxos grecs i, també, per animar la gent a afegir-se a la croada contra els otomans. Aconseguí, doncs, crear un exèrcit de camperols bastant gran (tot i que mal entrenat i equipat), amb el qual es dirigí a l'actual Belgrad (llavors Nándorfehérvár). Els dos exèrcits viatjaren junts, però sota comandaments separats. Entre tots dos, tenien aproximadament uns 40.000-50.000 homes.

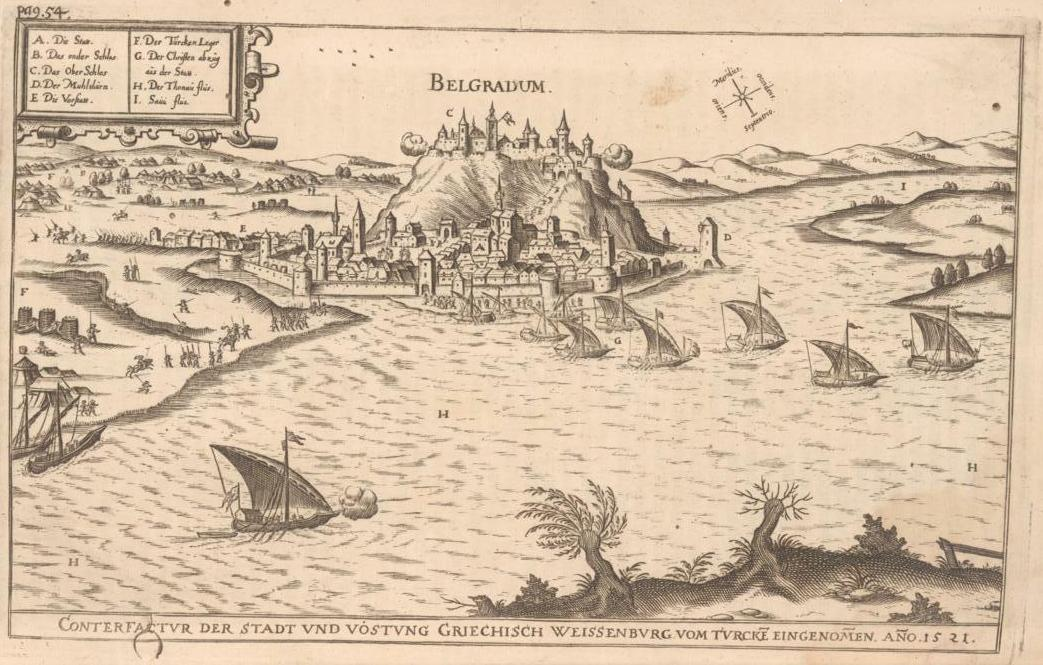
La fortalesa de Belgrad tal com era a l'edat mitjana. S'hi poden veure la part alta, amb el palau, i la ciutat baixa.

Els defensors, superats en nombre, confiaren principalment en la força del formidable castell de Belgrad, que llavors era una de les millors obres d'enginyeria dels Balcans. Com que Belgrad fou elegida per ser capital del principat serbi pel dèspota Stefan Lazarević el 1404 després de la batalla d'Ankara, s'havia fet una gran tasca de transformació del vell castell romà d'Orient per fer-ne una fortificació més que notable, digna d'una capital. Com que s'esperaven les incursions dels otomans un cop recuperats de la derrota amb els mongols, s'utilitzaren avançades tècniques romanes d'Orient i àrabs de construcció i de disseny de fortaleses, apreses durant l'època de conflicte que afectà la regió a mitjan segle xi amb les operacions militars de seljúcides i otomans que transformaren l'orient pròxim.
La fortalesa va ser dissenyada d'una forma elaborada, amb tres línies de defensa: un castell interior amb palau i una torre enorme; la ciutat alta, el campament base militar, amb quatre portes d'accés i doble muralla, i la ciutat baixa, amb la catedral al centre urbà i un port al Danubi. Les tres parts estaven separades per fossats, portes i altes muralles. Aquest esforç donava com a resultat un dels assoliments militars més elaborats de l'arquitectura de l'edat mitjana. Després del setge, els hongaresos reforçaren els costats nord i est amb una porta addicional i diverses torres, una de les quals, la torre Nebojša, fou dissenyada per a l'artilleria.

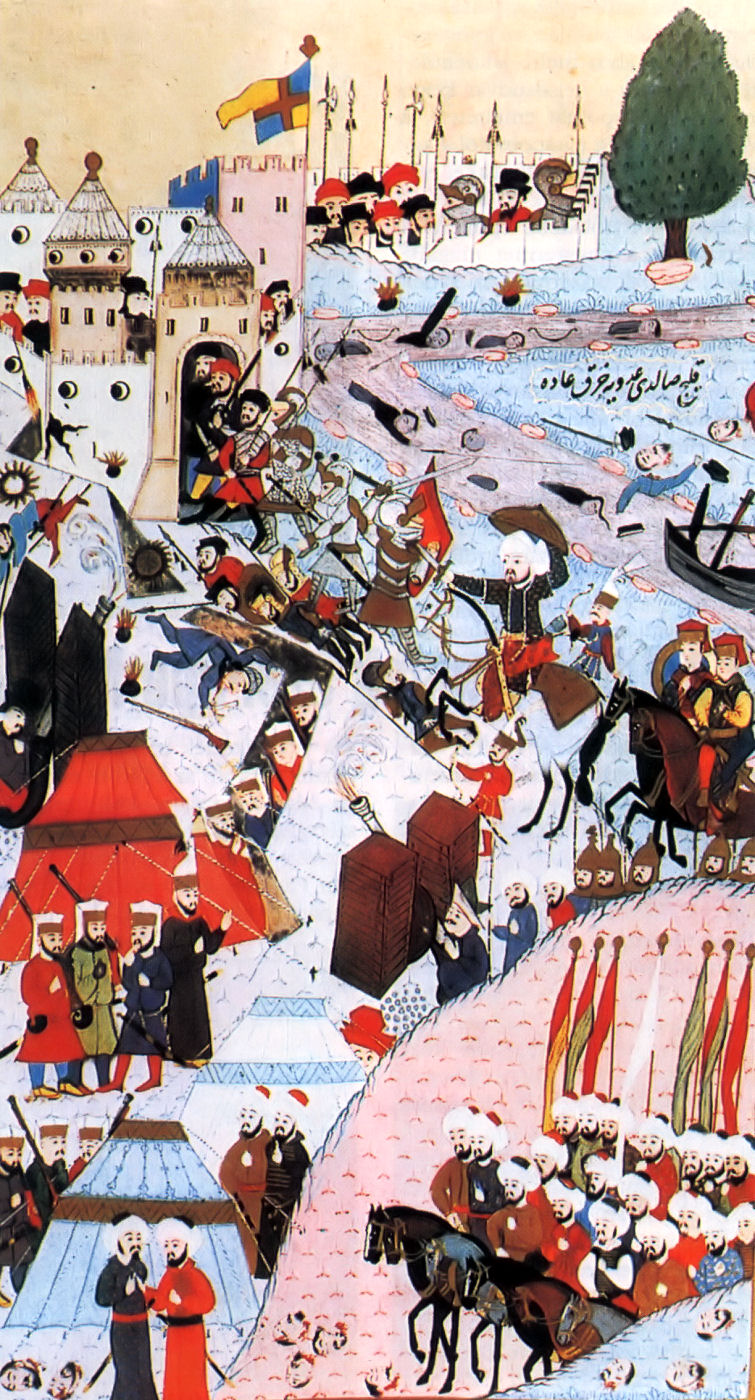
El setge de la ciutat; al centre hi ha Mehmet II amb turbant blanc.

El 14 de juliol de 1456, Hunyadi arriba a la ciutat, totalment encerclada pels musulmans, amb la seva flotilla de petites naus a través del Danubi, on hi havia avarada la marina de guerra turca. Trencà el bloqueig naval aquell mateix dia: enfonsà tres galeres otomanes i capturà quatre grans naus i 20 de més petites. Destruïda la flota del sultà, Hunyadi pogué transportar les seves tropes i les necessitades provisions a la ciutat; la fortalesa podia recobrar forces.
A pesar d'aquests fets, Mehmet II no estava disposat a alçar el setge i, després d'una setmana de bombardeig pesant de l'artilleria, començà a obrir escletxes als murs de la fortalesa per diversos llocs. Entre les peces d'artilleria, els turcs otomans van utilitzar set morters que van disparar "trets de pedra d'una milla italiana d'alçada". Aparentment, el temps de vol d'aquests va ser prou llarg com per poder evitar les baixes enviant observadors per avisar de les seves trajectòries.
El 21 de juliol, Mehmet II ordenà un assalt total, que començà amb la posta de sol i continuà tota la nit. L'exèrcit atacant entrà en tromba a la ciutat i començà el seu assalt a la fortalesa. Com que aquest era el moment crucial del setge, Hunyadi ordenà als defensors de llençar per les muralles tot de fusta coberta de quitrà i d'altre material inflamable i llavors hi calà foc. Aviat una paret de flames separava els geníssers que lluitaven a la ciutat alta dels que intentaven entrar a la part baixa per les escletxes obertes. La ferotge batalla entre els soldats geníssers encerclats i els de Szilágyi, a la part superior de la ciutat, s'inclinava a favor dels cristians i els hongaresos aconseguien repel·lir l'assalt frontal des de fora de les muralles. Massacraren els geníssers que quedaven a dins de la ciutat, mentre que les tropes turques que intentaven entrar per les bretxes obertes sofrien greus pèrdues. Quan un soldat turc quasi havia aconseguit fixar la bandera del sultà damunt d'un bastió, un soldat anomenat Titus Dugović (Dugovics Titusz, en hongarès) l'agafà i junts van caure des de la muralla (per aquest acte heroic, el fill de János Hunyadi, el rei hongarès Maties Corví, va nomenar noble el fill de Titus, tres anys més tard).

## Batalla
L'endemà succeí una cosa imprevista. Segons alguns relats, els croats camperols començaren una acció espontània i obligaren Capistrano i Hunyadi a fer ús d'aquella situació. A pesar de les ordres de Hunyadi de no tractar de saquejar les posicions turques, algunes de les unitats s'arrossegaren fora de les fortificacions derruïdes, agafaren posicions al llarg de la línia turca i començaren a empaitar els soldats enemics. La cavalleria turca intentà sense èxit dispersar els soldats enemics i de seguida s'uniren més cristians als que havien sortit de la ciutat. El que començà com un incident aïllat, aviat es convertí en una batalla a gran escala. Joan de Capistrano intentà al principi fer una crida a l'ordre als seus homes i refugiar-los dins de les muralles, però aviat es trobà voltat de 2.000 croats. Llavors començà a dirigir-los contra les línies otomanes, cridant: "El Senyor, que donà inici a tot, s'ocuparà del final!"

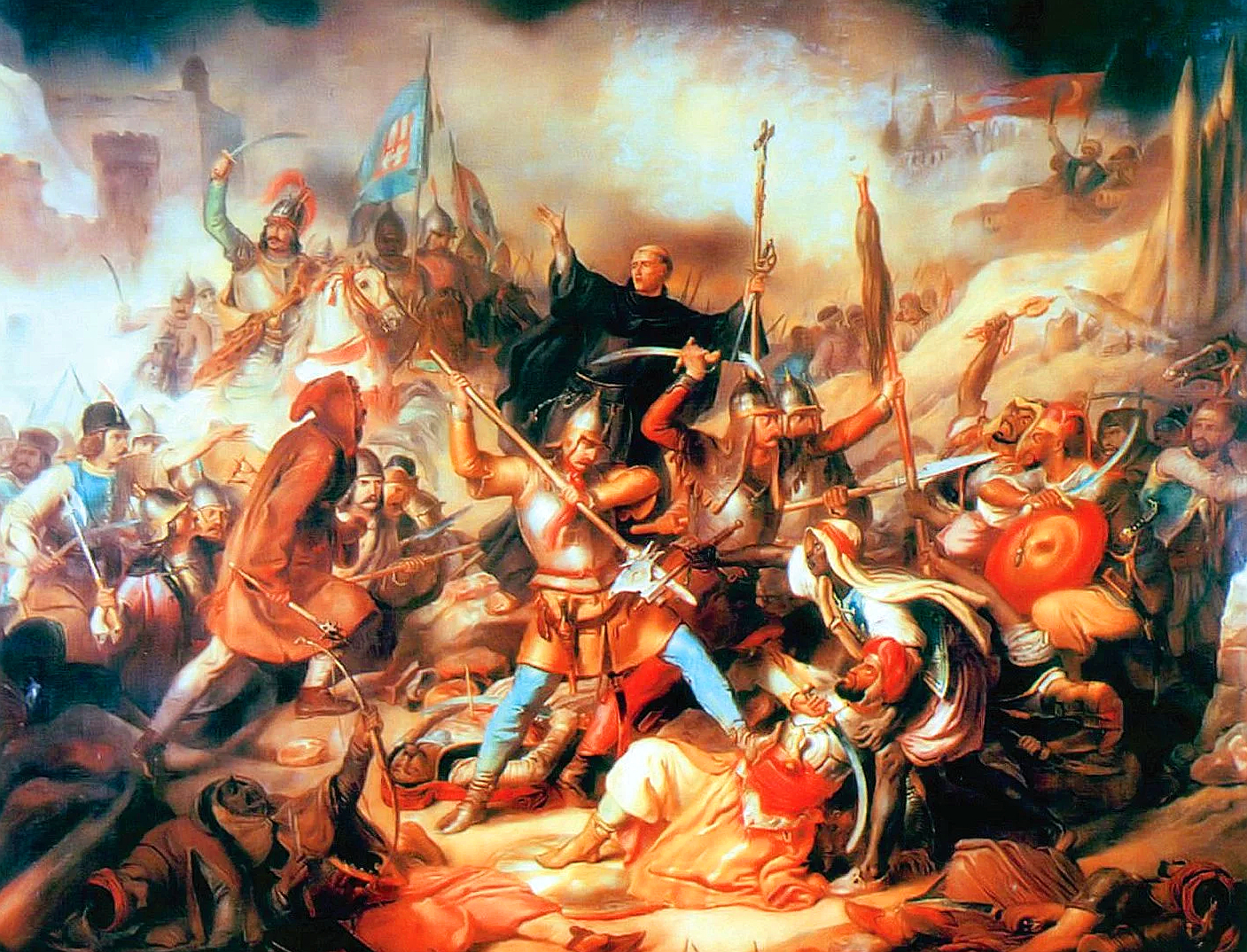
La batalla de Nándorfehérvár. Pintura hongaresa del. Al mig es pot distingir Joan de Capistrano, amb la creu a la mà.

Capistrano dirigí els seus croats a la rereguarda de l'exèrcit turc, a través del riu Sava. Al mateix temps, Hunyadi començà una aferrissada càrrega des de la fortalesa per prendre les posicions d'artilleria del campament turc.
Agafats per sorpresa en aquest estrany tomb dels esdeveniments i segons conten alguns cronistes, els turcs, paralitzats per una por inexplicable, fugiren. El cos compost per la guàrdia personal del sultà (d'uns 5.000 geníssers) tractà desesperadament de controlar la situació, posar fi al pànic i tornar a capturar el campament, però llavors l'exèrcit de Hunyadi ja s'havia sumat també a la batalla i els esforços turcs es feren inútils. El sultà mateix es va afegir a la batalla i va matar un cavaller en un combat individual, però una fletxa se li clavà a la cuixa i va caure inconscient. Després de la batalla, els exploradors hongaresos van rebre l'ordre de passar la nit darrere els murs de la fortalesa i estar alerta per a un possible contraatac turc, que no es va arribar a produir mai.
Protegits per la foscor, els turcs es van retirar ràpidament, transportant els ferits en 140 carros. A la ciutat de Sarona, el sultà recobrà la consciència. Quan s'assabentà de la notícia que el seu exèrcit havia estat vençut, molts dels seus líders morts i tot el seu equipament abandonat, costà molt evitar que el dirigent, de 24 anys, no se suïcidés prenent verí. L'atac per sorpresa va causar importants pèrdues i molta confusió, és per això que durant la nit, Mehmet, derrotat, es retirà amb les tropes que li restaven i tornà cap a Constantinoble.

## Després de la batalla

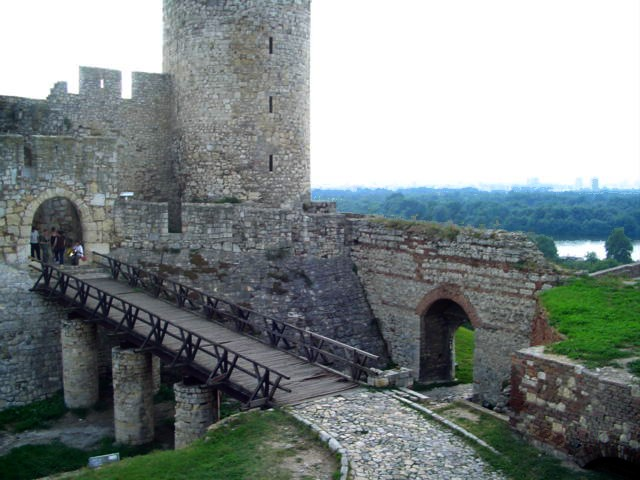
Imatge actual de la fortalesa

Els hongaresos, però, pagaren cara la victòria; la pesta s'ensenyorí del campament, de la qual el mateix János Hunyadi morí tres setmanes més tard, l'11 d'agost de 1456.
Com que el disseny de la fortalesa funcionà bé durant el setge, els hongaresos només hi afegiren alguns reforços addicionals. Els murs més febles de l'est, on els otomans havien aconseguit obrir la bretxa a la part alta de la ciutat, foren reforçats amb la porta de Zindan i la gruixuda i pesant torre Nebojša. Aquesta va ser l'última modificació de la fortalesa fins al 1521, quan el sultà Solimà el Magnífic aconseguí capturar-la.

## Esdeveniments posteriors
La victòria va aturar l'avanç de l'Imperi Otomà cap a l'Europa catòlica durant uns 70 anys, tot i alguna petita incursió, com la presa d'Òtranto (1480-1481) i les ràtzies a Croàcia i Estíria el 1493.

Durant el setge, el papa Calixt III ordenà que sonessin les campanes al migdia, per cridar els creients a resar pels defensors. Com que les notícies tardaren a arribar més en alguns llocs que en altres, això es transformà en una commemoració de la victòria i el papa no retirà l'ordre. Les campanes de migdia encara continuen repicant avui en dia.

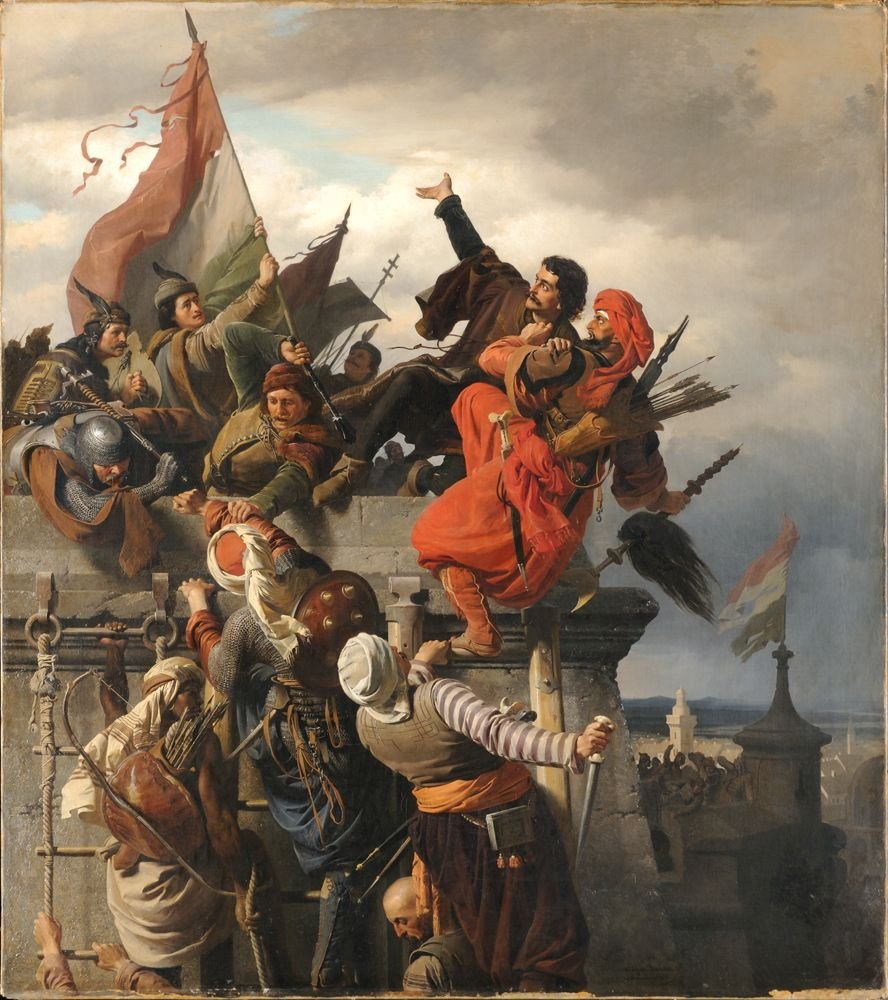
L'heroi hongarès de Belgrad, Titus Dugović, en una pintura hongaresa del

Després que el setge de Belgrad aturés l'expansió turca per Europa, Sèrbia i Bòsnia quedaren absorbides dins l'Imperi Otomà. Valàquia, el Kanat de Crimea i Moldàvia foren simplement convertits en estats vassalls. No s'acaba de saber per què el sultà no va atacar Hongria i per què abandonà la idea d'avançar en aquella direcció després del fracassat setge de Belgrad; potser l'escull de Belgrad va ser un senyal que l'Imperi no podia expandir-se més enllà de Sèrbia i Bòsnia, que es transformaren en una segura base d'operacions. A més, el significatiu poder polític i militar d'Hongria sota el govern de Maties I d'Hongria, conegut com a Maties Corví, no hi ha dubte que va tenir alguna cosa a veure amb aquesta decisió.
També ha sorgit un nou punt de vista en els últims temps, probablement cert, segons el qual Mehmet II no tenia cap interès a ocupar Hongria i que considerà el Danubi i el Sava el límit fronterer definitiu per al seu imperi. L'objectiu de Mehmet hauria estat únicament convertir els Balcans en una part orgànica del seu imperi, que de manera natural el portaria a limitar la influència hongaresa i veneciana a la regió. Des d'aquesta perspectiva, el setge de Belgrad del 1456 no podria ser considerat com la primera etapa d'una magnífica ocupació d'Hongria; simplement privaria els hongaresos de la seva base d'operacions i atacs contra els Balcans. A la vegada, la fortalesa seria el lloc més apropiat per atacar Hongria: la seva pèrdua deixava el país obert a la invasió. Sigui com sigui, una cosa és segura: la balança del poder s'havia inclinat a favor dels otomans; intentar-los expulsar ara d'Europa era una feina impossible. Aquest fet influiria en les polítiques de les potències europees. Fins i tot Maties I d'Hongria va oblidar el concepte de "gran guerra contra els turcs", perquè sentia que la seva pròpia força era insuficient i que difícilment podria comptar amb ajuda externa.
Després de la batalla de Mohács del 1526, els turcs recuperaren els canons perduts per Mehmet II.